# Landsmannschaft der Dobrudscha- und Bulgariendeutschen

Wappen der Dobrudschadeutschen

Die Landsmannschaft der Dobrudscha- und Bulgariendeutschen war ein Vertriebenenverband, der etwa seit Ende der 1940er Jahre bis 2009 bestand. Die Landsmannschaft war Mitglied im Bund der Vertriebenen (BdV). Bundesvorsitzende war bis Ende 2008 Gertrud Knopp-Rüb, die ihr Amt aus Altersgründen niederlegte.

## Geschichte
Im Gegensatz zu den Angehörigen anderer Landsmannschaften sind die Dobrudscha- und Bulgariendeutschen nicht aus ihrer Heimat vertrieben worden. Sie schlossen sich 1940 freiwillig der Umsiedlung ins Deutsche Reich an, nachdem die Dobrudscha 1940 von Bulgarien militärisch besetzt worden war. Eine Rückgabe der verlorenen Heimat wurde daher nie eingefordert.
Otto Klett war in der Landsmannschaft langjährig leitend tätig.
Bei der Mitgliederversammlung am 21. September 2008 in Stuttgart beschlossen die Mitglieder mit großer Mehrheit, im Bessarabiendeutschen Verein aufzugehen. Grund für den Anschluss sind Auflösungserscheinungen der Landsmannschaft, da viele ihrer Mitglieder aus der Erlebnisgeneration mittlerweile verstorben waren.
Offiziell werden die Interessen dieser Landsmannschaft seit dem 1. Januar 2009 vom Bessarabiendeutschen Verein vertreten. Die Interessen der Dobrudschadeutschen werden von mindestens einer Person im engeren Vorstand des Vereins vertreten. Dazu erscheinen dobrudscharelevante Artikel im Mitteilungsblatt des Vereins.

## Die Vorsitzenden
1. 29. Mai 1950 Gründung der Landsmannschaft der Dobrudschadeutschen in Heilbronn
2. 1950–1951 Hans Wenzel (1894–?)
3. 1951–1955 Otto Klett (1910–1976)
4. 1955–1973 Pastor Herbert Hahn (1900–1983)
5. 1973–1976 Otto Klett (1910–1976)
6. 1976–1987 Otto Rösner (1910–1987)
7. 1987–1989 Gerlinde Stiller-Leyer (1919–2003)
8. 1990–2001 Erwin Issler (1928–2017)
9. 2001–2008 Gertrud Knopp-Rüb (1925–2013)